# Мадхья-Бхарат
Мадхья-Бхарат (хинди मध्य भारत, по названию плато Мадхья-Бхарат) или Малвский Союз (по названию исторического региона Малва) — штат Индии, существовавший в 1948—1956 годах. Зимней столицей штата был Гвалиор, а летней — Индаур.
Штат был создан 28 мая 1948 года путём объединения 25 княжеств, находившихся на территории, подчинённой во времена британского господства Агентству Центральной Индии:
1. Гвалиор
2. Индаур
3. Дхар
4. Девас-старшее
5. Девас-младшее
6. Джаора
7. Ратлам
8. Барвани
9. Ситамау
10. Джхабуа
11. Алираджпур
12. Раджгарх
13. Нарсингхгарх
14. Саилана

Раджпрамукхом нового штата стал Дживаджи Рао Шинде — махараджа бывшего княжества Гвалиор.
В 1951 году в штате прошли выборы в парламент, на которых победила партия Индийский национальный конгресс.
В 1956 году, в соответствии с Актом о реорганизации штатов, штаты Бхопал, Мадхья-Бхарат и Виндхья-Прадеш были присоединены к штату Мадхья-Прадеш, столицей которого стал город Бхопал.